# Wallingford (Wielka Brytania)
Wallingford – miasto w Wielkiej Brytanii, w Anglii, w regionie South East England, w hrabstwie Oxfordshire.